# Danze degli Scorpioni
Danze degli Scorpioni ist ein Musikalbum von Barre Phillips und Giancarlo Nino Locatelli. Die die am 2. Mai 2008 anlässlich des Ulrichsberger Keleidophons im Jazzatelier Ulrichsberg, Österreich entstandenen Aufnahmen erschienen am 21. Juni 2023 auf dem Label We Insist!

## Hintergrund
Das Album ist diese Dokumentation eines Duo-Konzerts, bei dem der Kontrabassist Barre Phillips, auf den italienischen Klarinettisten Giancarlo Nino Locatelli traf. Das frei improvisierte Duett ist „Coleman Hawkins, Meisterimprovisator“ gewidmet.

## Titelliste
- Barre Phillips, Giancarlo Nino Locatelli – Danze Degli Scorpioni (We Insist! Records CDWEIN23)[1]

1. Dance of the Scorpions n. 1 25:50
2. Little speech + Dark Moon Dance one 10:22
3. Dark Moon Dance two 08:15
4. Dance of the Scorpions n. 2 6:53

## Rezeption
Nach Ansicht von Neri Pollastri, der das Album in der italienischen Ausgabe von All About Jazz rezensierte, hat die Musik auf dem Album - obwohl nach Tanz benannt ~ fast nichts vom Rhythmus des Tanzes und sei stattdessen eine dichte und ständig wechselnde Verflechtung der Klänge der beiden Instrumente, die auf beeindruckend viele unterschiedliche Arten dargeboten werden, sowohl auf konventionellere wie auf unkonventionelle Weise. Im Zentrum dieser Schöpfung aus dem Augenblick steht, wie bei jeder gelungenen Improvisation, immer das Zuhören und das Bemühen, einer gemeinsamen Form Leben einzuhauchen, sie im Dialog zu suchen, sie von überflüssigem Schnickschnack freizuhalten, ohne Virtuosität zur Schau zu stellen. Vielmehr darf man  eine Suche nach einer Form erwarten, die zum Wert an sich wird, was beim Hören ansteckend wirkt und sich auf den Zuhörer überträgt, der so wiederum Teil des Entstehungsprozesses wird. Dies sei ein Duo, das in dieser einzigartigen Episode künstlerischer Zusammenarbeit ein so magisches Verständnis und eine Zielstrebigkeit an den Tag lege, dass man bedauert, dass „sie keine Band auf dem Markt waren“, wie Phillips damals sagte, und dass dies das einzige Dokument gewesen sei, in dem man sie anhören könne.